# Eddie the Head

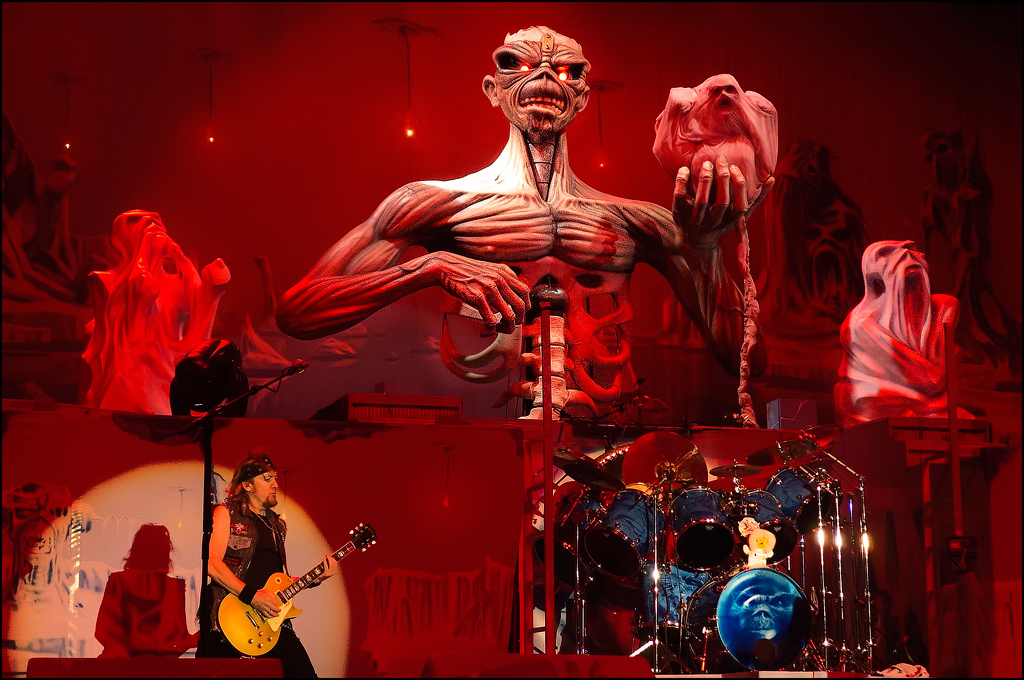
Eddie figurája Adrian Smith és Nicko McBrain mögött, 2013 májusában egy Madridi koncerten

Eddie, teljes nevén Eddie the Head, Eddie the 'Ead vagy Edward the Great az Iron Maiden brit heavy metal együttes kabalafigurája, aki az együttes valamennyi nagylemezének, legtöbb kislemezének borítóján szerepel, valamint a koncerteken is megjelenik különböző formában.

## Háttere
Eddie figuráját Derek Riggs alkotta meg, akinek illusztrációival akkor találkozott az együttes, amikor megfelelő képet keresett első nagylemezéhez. Az első két lemez, az Iron Maiden és a Killers címűek már meglévő Riggs-képeket használtak fel, a harmadik nagylemeztől kezdve (The Number of the Beast) azonban a képek kifejezetten albumborítónak készültek.
Derek Riggs több mint 60 borító-illusztrációt készített az Iron Maiden számára. Utolsó munkái a 2000-ben megjelent Brave New World lemez borítójának felső része, illetve az ehhez tartozó kislemezek borítói. Ettől függetlenül Eddie természetesen a későbbi lemezeken is megjelenik.

## Egyéb művészek
A Fear of the Dark című nagylemez borítója volt az első olyan munka, amelyet nem Riggs készített. A kép, amelyen Eddie fából kinövő szörnyként látható Melvyn Grant munkája. Ő készítette továbbá a Virtual XI, a Death on the Road, a The Reincarnation of Benjamin Breeg, a The Final Frontier és az El Dorado című kiadványok borítóját is.
Hugh Syme felelős a The X Factor című lemez borítójáért, amely egy számítógép segítségével szerkesztett kép egy valóban létező Eddie-babáról.
Mark Wilkinson készítette a Live at Donington és a The Wicker Man kiadványokon szereplő Eddie-t.
A Dance of Death lemez teljes egészében számítógéppel készített borítóját David Patchett jegyzi, aki azonban nem engedte, hogy az ő neve alatt jelenjen meg a borító, mivel az együttes egy félkész munka mellett döntött, amellyel az alkotó nem volt megelégedve. A lemezborító a rajongók körében is nagy felhördülést és elégedetlenséget váltott ki.
Az A Matter of Life and Death című nagylemez Eddie katona-ábrázolását Tim Bradstreet készítette.